# Livia Kohn
Livia Kohn, geborene Livia Knaul (* 14. März 1956) ist eine deutschamerikanische Religionswissenschaftlerin mit dem Schwerpunkt Daoismus und emeritierte Professorin an der Boston University. Sie unterrichtet Religion und Ostasienkunde und spricht fließend, neben Deutsch und Englisch, Chinesisch und Japanisch.

## Leben
Kohn ist gebürtige Deutsche. Sie studierte an den Universitäten in Göttingen und Bonn. An der Bonner Universität promovierte Kohn 1980 zu Leben und Legende des Ch'en T'uan, 1990 habilitierte sie an der Göttinger Universität. 1986 und 1987 arbeitete sie am Center for Chinese Studies der University of Michigan. Von 1988 bis 1991 unterrichtete sie am Fairbanks Center for East Asian Studies der Harvard University. Von 1991 bis 1993 und von 1996 bis 1997 arbeitete sie dann am Research institute for Human for Humanistic Studies der Universität Kyōto. Schon 1988 war Kohn Juniorprofessorin und später dann Lehrstuhlinhaberin an der Boston University. 2006 wurde sie emeritiert.
Livia Kohn ist Daoistin und hat unter anderem Taijiquan, Qigong und Yoga studiert. Livia Kohn unterrichtet Daoismus, gibt das Journal of Daoist Studies heraus und leitet Konferenzen zum Thema Daoismus.

## Veröffentlichungen (Auswahl)
- The Taoist Experience: An Anthology. State University of New York Press, New York, 1993, ISBN 978-0791415801
- mit Michael lafargue: Lao-Tzu and the Tao-Te-Ching. State University of New York Press, New York, 1998, ISBN 978-0791436004
- Daoism Handbook. Brill Verlag, Leiden, Boston, Köln, 2000, ISBN 90-04-11208-1
- Daoist Identity: History, Lineage and Ritual. University of Hawai'i Press, 2002, ISBN 978-0824825041
- Daoism and Chinese Culture. University of Hawai'i Press, 2005, ISBN 978-1931483001
- mit Catherine Despeux: Women in Daoism. Three Pines Press, 2005, ISBN 978-1931483018
- Daoist Body Cultivation: Traditional Models and Contemporary Practices. Three Pines Press, 2006, ISBN 978-1931483056
- Chinese Healing Exercises: The Tradition of Daoyin. University of Hawai'i Press, 2008, ISBN 978-0824832698
- Sieben Stufen der daoistischen Meditation: das Zuòwànglùn. Medizinisch-Literarische Verlagsgesellschaft, Uelzen, 2010, ISBN 978-3-88136-248-1